# Arnaldo Pambianco
Arnaldo Pambianco (ur. 16 sierpnia 1935 w Bertinoro, zm. 6 lipca 2022 tamże) – włoski kolarz szosowy, srebrny medalista mistrzostw świata.

## Kariera
W 1956 roku Arnaldo Pambianco wystartował na igrzyskach olimpijskich w Melbourne, gdzie był czwarty w drużynowej jeździe na czas oraz siódmy w wyścigu ze startu wspólnego. Na rozgrywanych rok później mistrzostwach świata w Waregem zdobył srebrny medal w wyścigu ze startu wspólnego amatorów. W zawodach tych wyprzedził go jedynie Belg Louis Proost, a trzecie miejsce zajął Holender Schalk Verhoef. Był to jednak jedyny medal wywalczony przez Pambianco na międzynarodowej imprezie tej rangi. W 1961 roku zwyciężył w klasyfikacji generalnej Giro d’Italia, a rok wcześniej był siódmy. W 1960 roku siódme miejsce zajął także w Tour de France. Jako zawodowiec startował w 1957–1966.
Popełnił samobójstwo po śmierci żony.

## Najważniejsze zwycięstwa
- 1960 – Mediolan-Turyn
- 1961 – Giro d’Italia
- 1963 – Settimana internazionale di Coppi e Bartali
- 1964 – Brabantse Pijl